# 提雅斯多
提雅斯多（荷蘭語：Tiësto；發音：[ˈcɛstoː]；英語：/tiˈɛstoʊ/ tee-ES-toh，1969年1月17日—），本名泰斯·米希尔·费尔韦斯特（荷蘭語：Tijs Michiel Verwest；發音：[ˈtɛis miˈxil vərˈʋɛst]），是來自荷蘭布雷達的知名DJ暨唱片製作人。他在《米克斯》雜誌的粉絲投票中獲選為「史上最偉大的DJ」。2013年，他在《DJ雜誌》讀者票選中被選為「近二十年的最佳DJ」。提雅斯多締造了許多電子音樂界的紀錄，被許多樂迷尊為「電子舞曲教父」。他和另一位荷蘭DJ Armin van Buuren由2002年至2017年維持在DJ Mag世界百大DJ前五名
1997年他和阿尼·賓克（Arny Bink）成立黑洞唱片，發行了廣受好評的《Magik》和《日出之音》混音電音合輯系列。1998年，提雅斯多結識了丹尼斯·瓦科普·赖尔斯（Dennis Waakop Reijers），開啟兩人的合作事業。
1998年到2000年間，提雅斯多與费里·科斯滕合組雙人組合「Gouryella」。2000年，他和莎拉·麥克拉克蘭合作，混音了加拿大電子樂團「譫妄」的歌曲〈Silence〉而聲名大噪，攻佔主流市場。2001年，他推出了首張個人專輯《魔音記憶》，收錄了多首熱門單曲，自此正式開啟了他的電音大業。他在2002年至2004年間，連續三年蟬聯《DJ雜誌》的年度百大DJ票選排名第一名。
提雅斯多在發行了他的第二張專輯《就是第一》後，受邀在2004年雅典奧林匹克運動會的開幕典禮演出，成為第一位在奧運登台演出的DJ。2007年4月他開始在荷蘭電台Radio 538上主持廣播節目「提雅斯多的俱樂部生活」，同時推出了第三張專輯《第一電元素》，攻佔比利時專輯榜和美國告示牌電音專輯榜首位，並獲得2008年葛萊美獎提名。提雅斯多分別在2014年6月和2009年10月推出了錄音室專輯《萬花筒》與《伊電園》。2015年，他以混音約翰·傳奇的知名歌曲〈一生所愛〉（All of Me）贏得第57屆葛萊美獎最佳非古典混音製作獎。

## 早年
提雅斯多於1969年1月17日出生於荷蘭布雷達。他從十二歲開始展現對音樂的天賦與熱情，十四歲時便在學校擔任派對DJ。1985年到1994年間，提雅斯多在他的經紀人要求下開始在荷蘭幾家俱樂部駐點。他於週末的晚上10點到凌晨4點，在布雷達的一家小俱樂部「斯波克」（Spock）演出，從中漸漸建立了自己的現場風格。在職業DJ生涯之初，提雅斯多以new beat和酸浩室曲風為主。

## 音樂事業

### 2004年 – 2006年：《就是第一》

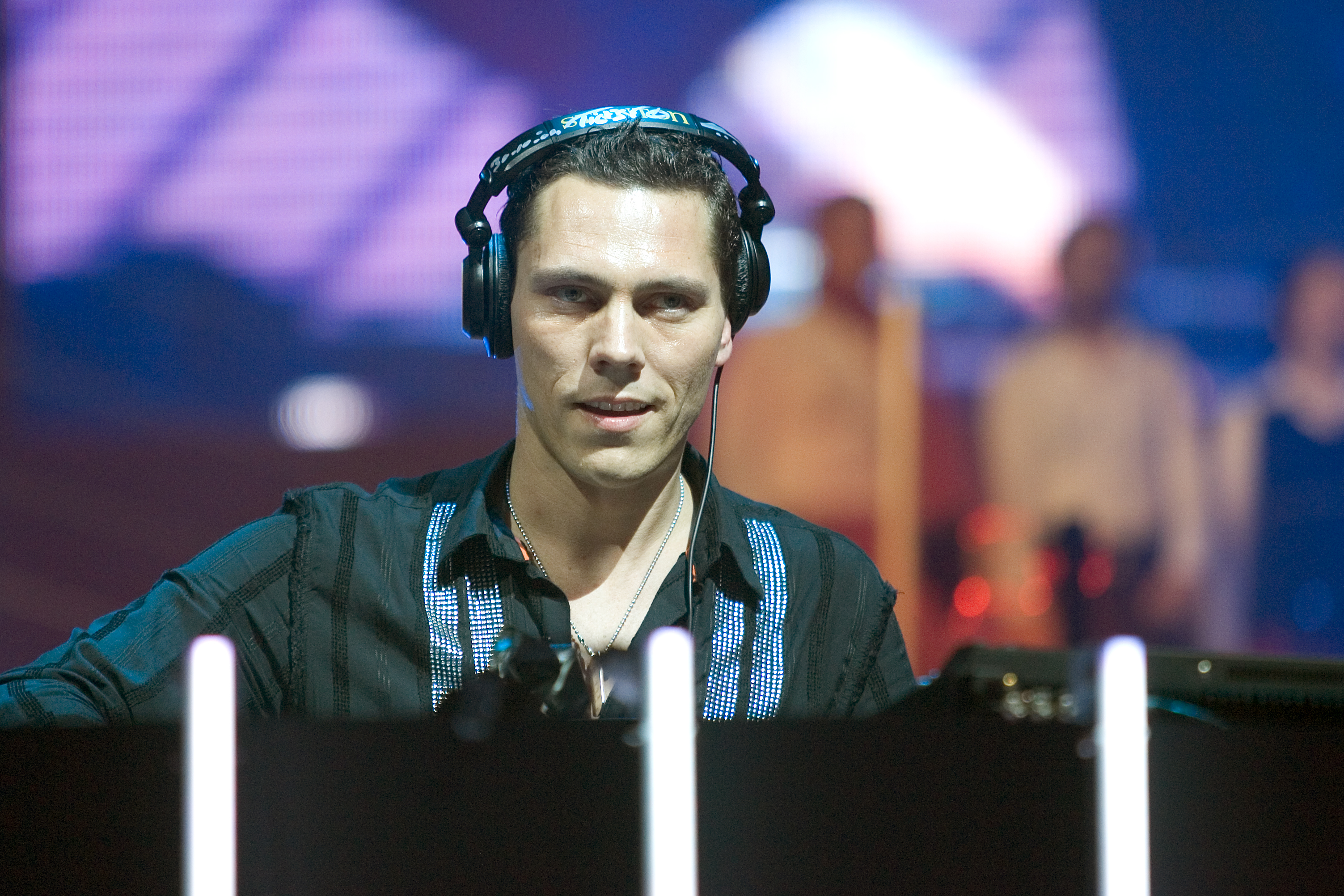
提雅斯多2004年在阿納姆加爾勒球場演出

2004年，提雅斯多推出了他的第二張錄音室專輯《就是第一》，其中收錄了他的第一張單曲〈Traffic〉，是23年來第一首站上荷蘭國內音樂排行榜第一名的無人聲歌曲。在專輯宣傳期間，他到了布雷達、艾恩德霍芬、烏特勒支和阿姆斯特丹等城市巡迴演出。2004年5月20日，提雅斯多獲得碧翠斯女王授予奧蘭治-拿騷官佐勳章。提雅斯多並受邀在2004年雅典奧林匹克運動會的開幕典禮演出，成為第一位在奧運登台演出的DJ。

### 2013年 – 至今：「俱樂部生活」與「伊電園」
《俱樂部生活：第三集斯德哥爾摩》在2013年6月25日於全球同步發行實體專輯，並在告示牌榜單前二百中排名第16名；提雅斯多再加上2014年的成果，接著推出了第五張錄音室專輯《伊電園》。專輯中找來了許多知名歌手跨刀合作，也收錄了先前的兩首單曲〈Red Lights〉和〈Wasted〉，這也是提雅斯多生涯中首度在美國得到的金質認證單曲。2014年9月18日，提雅斯多受邀為拉斯維加斯百樂宮酒店的噴泉秀配樂，他在現場演奏了專輯中三首主打歌曲的全新混音版本，成為第一位為百樂宮噴泉配樂的電音舞曲音樂家。

徽标图像

2014年，提雅斯多在《DJ雜誌》的訪談中，被問到他是否決定將轉型，透露了自己逐漸捨棄出神曲風的原因：「也許吧，這很難說。我想我還會是那個『出神音樂人提雅斯多』，但差別在於你不是真的那麼主流了。有一些資深的出神音樂人仍然有他們的追隨者，但是感覺上沒有人像從前那樣真正在乎他們—這就是最大的差別。跟那些正在崛起中的孩子們接觸的感覺很好—那些16歲、18歲，正在玩浩室音樂，某種程度上把我當作教父的音樂人—跟他們接觸是一件很酷的事情。我想我還是會被看作是出神系的DJ，但他們跟出神是那麼地無關、那麼地截然不同，我很難為他們的帶來靈感，反過來說也是。」
2015年，提雅斯多以混音約翰·傳奇的知名歌曲〈一生所愛〉贏得了第57屆葛萊美獎最佳非古典混音製作獎。同年，他推出了俱樂部生活系列第四集，取名為《俱樂部生活：第四集紐約市》。
2016年4月，他成立了「AFTR:HRS」唱片公司推廣深度浩室曲風。他曾在史蒂夫·青木的音樂紀錄片《電音DJ夜未眠》中客串演出，該片獲得了2016年葛萊美獎提名。
2017年，克拉克郡郡長贈與提雅斯多城市之鑰，並宣布1月14日是拉斯維加斯的「提雅斯多日」。同年10月，他推出了俱樂部生活系列第五集《俱樂部生活：第五集中國》。
2018年3月，《告示牌》雜誌在年度百大舞曲音樂家中將他選為第八名。

## 收入
2016年《富比世》收入為三千九百萬美元。

## 音樂作品
錄音室專輯
- 2001年 – 魔音記憶（In My Memory）
- 2004年 – 就是第一（Just Be）
- 2007年 – 第一電元素（Elements of Life）
- 2009年 – 萬花筒（Kaleidoscope）
- 2014年 – 伊電園（A Town Called Paradise）
- 2020年 – 倫敦之音（The London Sessions）

## 外部連結
- Tiesto.com （页面存档备份，存于） - 提雅斯多的官方網站